# Norbert Franz (Slawist)
Norbert Franz (* 7. Oktober 1951 in Mainz) ist ein deutscher Slawist und Hochschullehrer.

## Leben
Franz besuchte das Stefan-George-Gymnasium in Bingen am Rhein. Nach dem Abitur im Juni 1970 studierte er Slawistik, Romanistik, Germanistik und Geschichte an der Johannes Gutenberg-Universität Mainz. Für Studienaufenthalte war er 1973 und 1974 in Rom, wo er Lektor für Deutsche Sprache am Institut für Philosophie der Universität La Sapienza war. Im Juni 1979 promovierte er in Mainz zum Dr. phil.
Als Wissenschaftlicher Mitarbeiter am Institut für Slawistik der Universität Mainz 
1986 habilitiert, erhielt er die Venia legendi für Slawische Philologie. 
1987 ging er für sieben Jahre zum Cusanuswerk in Bonn. 1994/95 war er an der Humboldt-Universität zu Berlin Professor für Ostslawische Literaturen.
Zum Wintersemester 1995/96 wechselte er an die Universität Potsdam. Dort war er von 2000 bis 2004 Dekan der Philosophischen Fakultät. Seit 2001 ist er ständiger Delegierter der Fakultät im Philosophischen Fakultätentag. Er war seit 2005 Direktor des Instituts für Slavistik und seit 2006 Prodekan der Philosophischen Fakultät. Zum 1. April 2017 ist er in den Ruhestand eingetreten.